# 瓦茨拉夫·罗齐尼亚克
瓦茨拉夫·罗齐尼亚克（捷克語：Václav Roziňák，1922年12月7日—1997年3月1日），捷克男子冰球运动员。他曾代表捷克斯洛伐克国家队参加1948年冬季奥林匹克运动会冰球比赛，获得一枚银牌。